# Salmsdorf

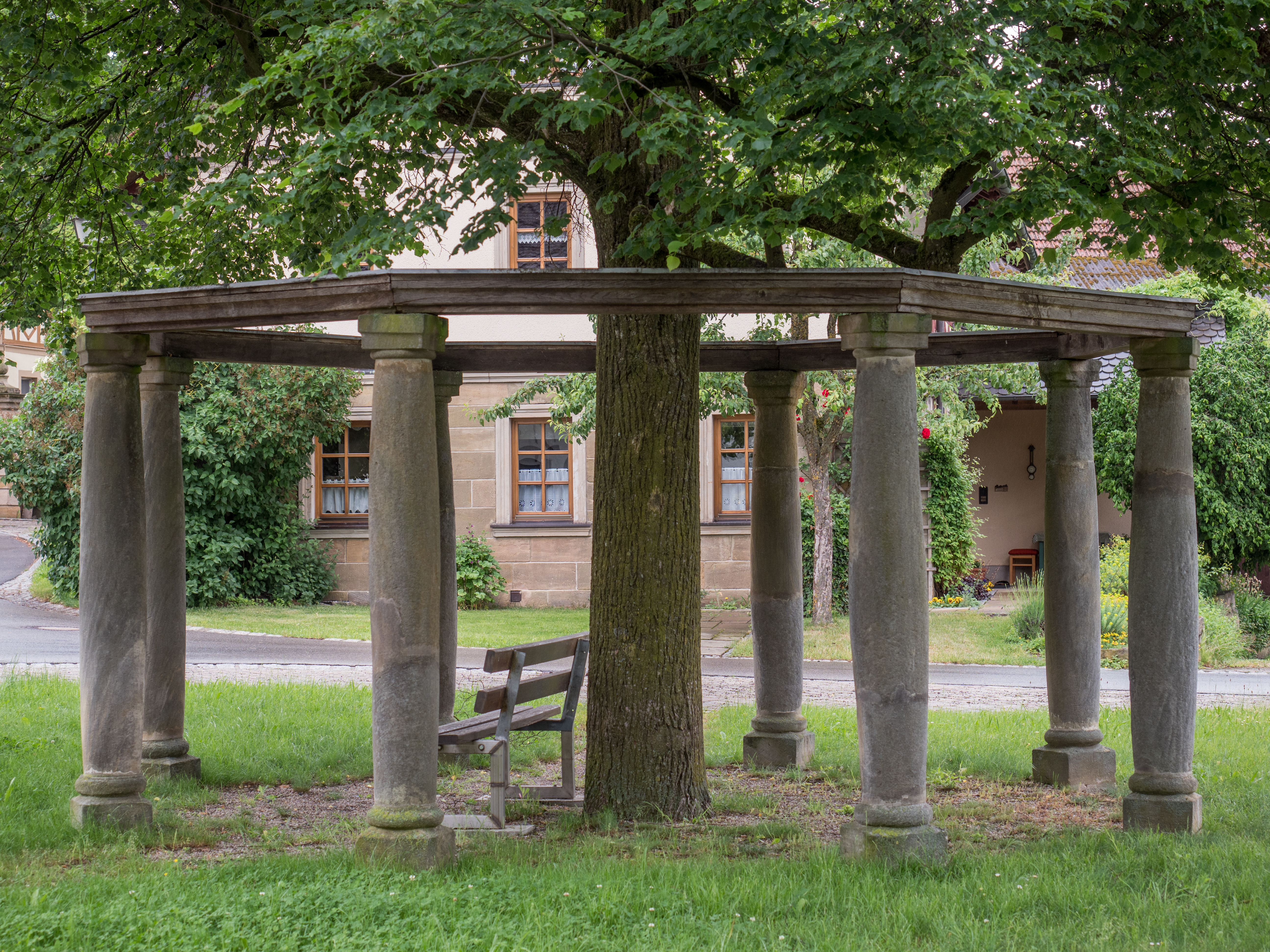
Tanzlinde in Salmsdorf

Salmsdorf ist ein Gemeindeteil der Gemeinde Rentweinsdorf im unterfränkischen Landkreis Haßberge in Bayern.

## Geografie
Das Kirchdorf liegt im östlichen Teil des Landkreises in einem rechten Seitental des Baunachgrundes, das vom Laimbach durchflossen wird. Nördlich befindet sich der 458 Meter hohe Tonberg, südlich der 440 Meter hohe Lußberg. Die Staatsstraße 2274 von Rentweinsdorf nach Kirchlauter führt durch den Ort.

## Geschichte
Salmsdorf gehört wohl zu den älteren Dorf-Orten des Oberlandes der Haßberge. Der Ortsname geht wahrscheinlich auf den ersten Siedler, die Person Salaman zurück.
Die erste urkundliche Erwähnung war wohl 1252, als Wolfram von Rotenhan auf seinen Eigenhof in „Salmanstorf“ verzichtete und ihn als Lehen vom Bamberger Bischof zurückbekam. 1317/1322 besaß Wolfram von Rotenhan den Zehnt in „Salmansdorf“. Zum größten Teil gehörte Salmsdorf damals den Grafen von Truhendingen, die ihren Besitz 1388 an Lutz von Giech veräußerten, der später an die Rotenhan verkaufte.  1433 hatten die Rotenhan Güter in „Salmanstorf“ und 1532 die Gerichtsbarkeit. Im Jahr 1533 führte Hans VI. von Rotenhan die Reformation in Rentweinsdorf ein. Salmsdorf wurde dorthin eingepfarrt und in der Folge Filiale der Pfarrei Rentweinsdorf. Ab 1612 war Salmsdorf komplett protestantisch.
1862 wurde die seit 1818 selbstständige Landgemeinde Salmsdorf, zum Landgericht Baunach gehörend, in das neu geschaffene bayerische Bezirksamt Ebern eingegliedert. Im Jahr 1871 hatte das Kirchdorf 121 Einwohner, von denen 114 Protestanten waren, und 27 Wohngebäude. Die evangelische Pfarrei und die Bekenntnisschule befanden sich 4,0 Kilometer entfernt in Rentweinsdorf. 1900 hatte die 342,21 Hektar große Gemeinde 109 Einwohner und 28 Wohngebäude. Die 10 katholischen Einwohner gehörten zum Sprengel der 8,0 Kilometer entfernten Pfarrei Ebern. 1925 lebten in Salmsdorf 117 Personen, von denen 113 evangelisch waren, in 23 Wohngebäuden.
1950 hatte Salmsdorf 157 Einwohner und 22 Wohngebäude sowie eine eigene Schule. Im Jahr 1961 zählte das Kirchdorf 130 Einwohner und 23 Wohngebäude. 1970 waren es 162 und 1987 134 Einwohner sowie 32 Wohngebäude mit 40 Wohnungen.
Am 1. Juli 1972 erfolgte im Rahmen der Gebietsreform in Bayern die Auflösung des Landkreises Ebern und Salmsdorf kam zum neuen Landkreis Haßberge. Am 1. Mai 1978 folgte die Eingliederung Salmsdorfs in die Gemeinde Rentweinsdorf.

## Sehenswürdigkeiten

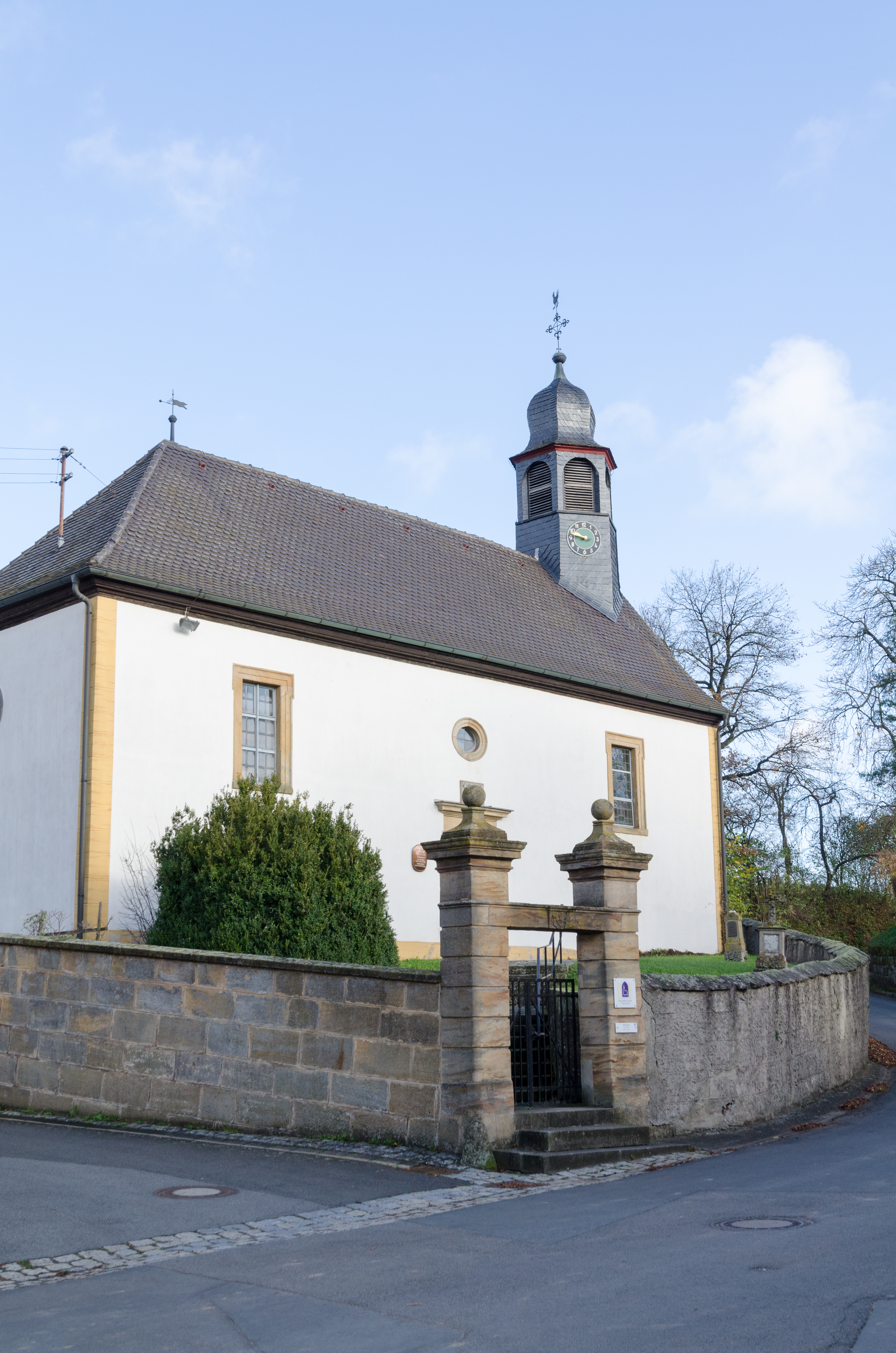
Evangelisch-lutherische Kirche St. Martin

Die evangelisch-lutherische Kirche St. Martin ist ein Saalbau mit einem innen eingezogenen quadratischen Chor. Sie hat ein Walmdach mit einem Dachreiter. Das Gotteshaus ließen die Freiherren von Rotenhan 1708 errichten. Einst gab es eine katholische Wallfahrtskirche.
Die Dorfstraße führt zur 70 Jahre alten Dorflinde mit acht Stützsäulen aus Sandstein, die aus dem Jahr 1713 stammen.
In der Bayerischen Denkmalliste sind fünf Baudenkmäler aufgeführt.